# Pelajes del caballo

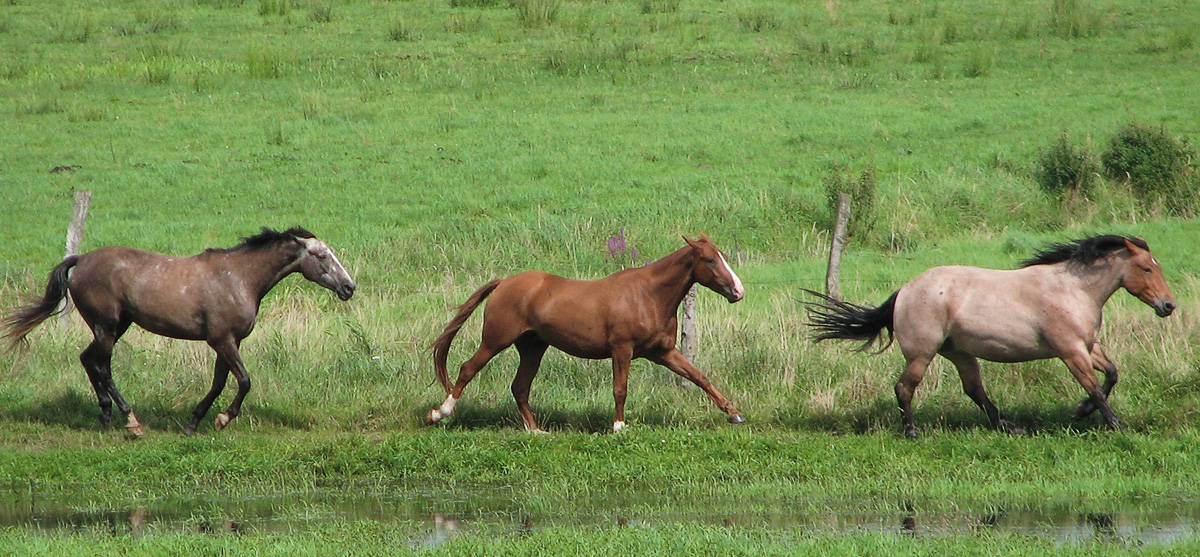
De izquierda a derecha: caballos tordo incipiente, rojo y ruano castaño

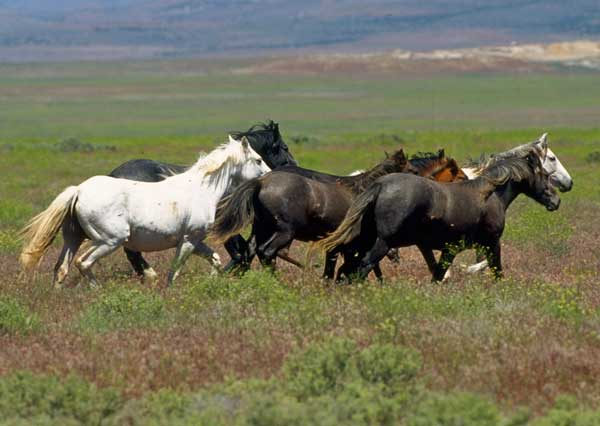
Caballos salvajes

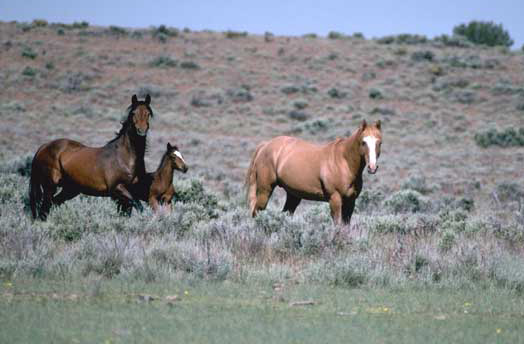
Mesteños

Los caballos pueden presentarse en colores muy diferentes. Según Isidoro de Sevilla (que se basaba en el Tratado de Agricultura de Paladio), distinguía hasta veinte nombres de colores de caballos, que agrupa en rojizos, blanquecinos, mezclados y negruzcos.
La capa de un caballo es la pigmentación que presenta el caballo en su pelaje.
El pelaje es el conjunto formado por los pelos del cuerpo, de la cola y la crin. Sin embargo, a menudo es necesario indicar el color de los ojos, las patas y el de los pezuñas o cascos para identificar correctamente un todo del pelaje, ya que no es extraño que las diferencias radiquen en esos detalles.

## Diversificación de las capas
Los diferentes pelajes son tan antiguos como la domesticación del caballo. Los mamíferos salvajes acostumbran a tener pelajes muy parecidos dentro de la misma especie. La cría en cautividad favorece la aparición y transmisión de pelajes diferenciados de los más habituales.
Los pueblos en contacto con el caballo se dieron cuenta de los diferentes colores que podían mostrar y, en muchos casos, nombraron cada variedad con un término diferente. Las terminologías tradicionales se basan en el aspecto exterior del pelaje .

## Avances genéticos
Desde Mendel, se suponía que los pelajes tenían un origen genético. Los progresos alcanzados en los últimos cincuenta años han sido notables y en la actualidad, se conocen los genes y los mecanismos biológicos de la aparición de uno u otro pelaje. Sin embargo, aún hay muchos detalles desconocidos, y en algunos casos, en fase de estudio. Los nuevos conocimientos permiten y exigen una terminología de pelajes basada en los genotipos. Por suerte, las terminologías tradicionales (basadas en los fenotipos) pueden aplicarse a las terminologías actualizadas (inspiradas en los genotipos) sin muchos cambios.

## Exposición general de los pelos
Para facilitar el estudio de los pelajes y la memorización de los términos que los designan, es útil presentarlos de forma global, con el auxilio de alguna clasificación. Estas clasificaciones convencionales basadas en el aspecto exterior (fenotipos), dificultan mucho el aprendizaje del tema. Es más fácil ayudarse de una clasificación basada en la genética asociada a los mismos pelajes. Hay numerosas clasificaciones posibles, cada una con términos auxiliares convencionales basadas en "pelajes básicos", "pelajes diluidos", "modificadores", "patrones de blanco", etc. y que deben entenderse en relación con cada clasificación.

## Pelaje básico

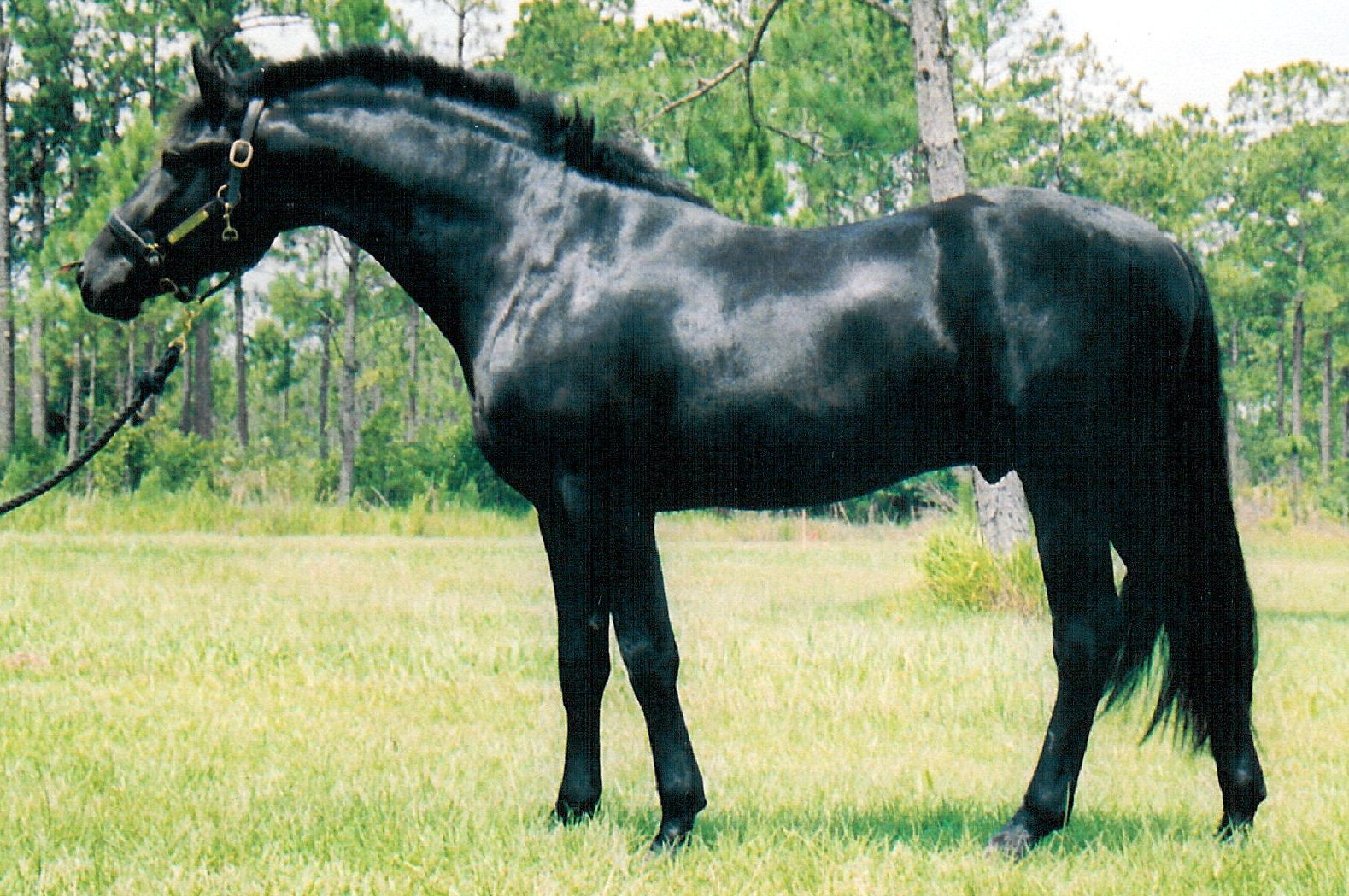
Los caballos de capa negra tienen negros el pelo del cuerpo y las crines.

En el caso de los caballos, la denominación de pelaje básico es convencional y usada por muchos autores y centros especializados. Los pelajes básicos se definen a partir del color de pelos y crines y sirven de punto de partida para explicar el resto de pelajes.

## Los pelajes básicos propiamente dichos
Las capas más comunes son:
- Alazán o Rojo
- Castaño o Colorado
- Negro
- Tordo

Solo hay dos pigmentos que determinan los colores de los caballos:
- La eumelanina (pigmento negro o pardo)
- La feomelanina (pigmento rojo o amarillento)

Los caballos tienen ambos pigmentos, eumelanina y feomelanina. Las tres cepas básicas resultan del contenido de los pigmentos anteriores en pelos y crines. Los pelajes básicos pueden ser descritos indicando únicamente el color de los pelos del cuerpo y el color de las crines de la cola y la crin. Sus tonalidades son relativamente oscuras, en el sentido de que no están afectados por ninguna dilución. La tonalidad del pelaje del cuerpo es uniforme ya que no están modificados por ningún patrón. Pueden tener marcas blancas singulares, que se consideran aparte del pelaje en sí mismo.

## Aspectos genéticos
Los cuatro pelajes básicos son causados por dos genes (el gen extensión y el gen agutí este último localizado en el cromosoma 22) según la siguiente tabla:
|              | Extensión | Agutí |
| Negro        | E/-       | a/a   |
| Bru          | E/-       | At/-  |
| Castaño      | E/-       | A/-   |
| Alazán, rojo | e/e       | -/-   |

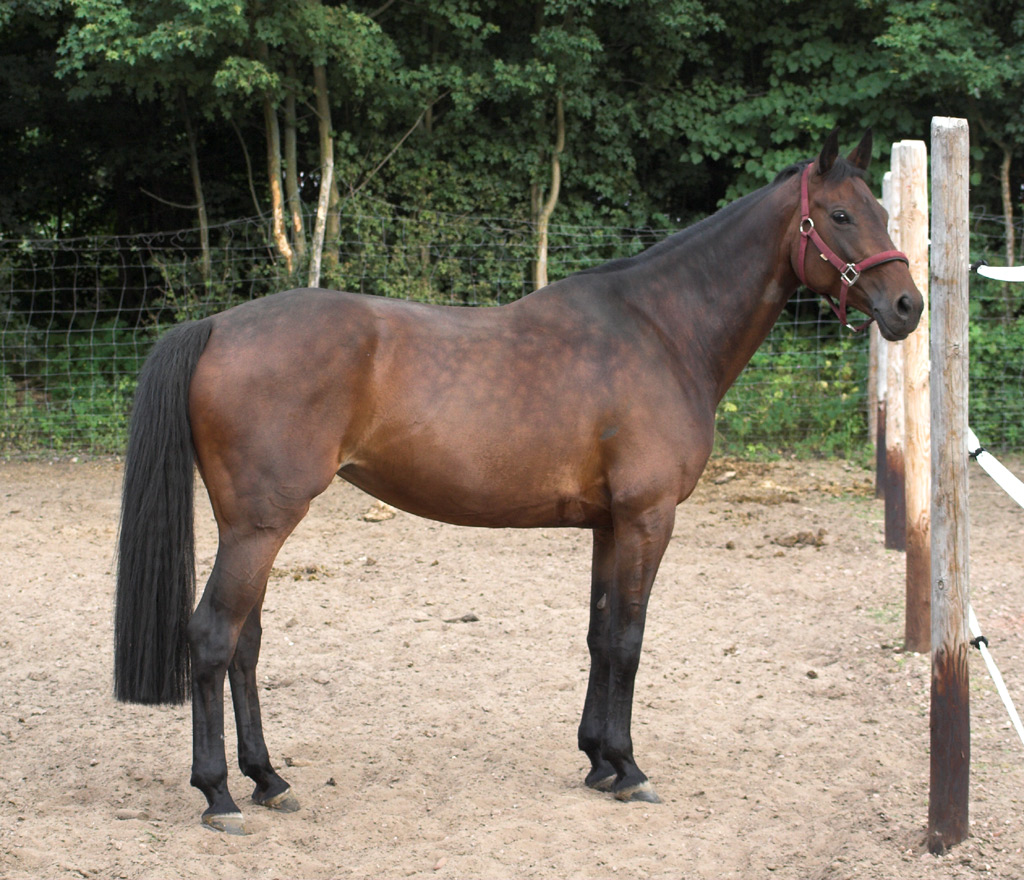
Los caballos de capa castaña tienen los pelos del cuerpo castaños y las crines negras o pardas.

Los pelajes negros resultan de la ausencia de alelos agutí y de la presencia de al menos un alelo extensión (indicada por E/-; que equivale a E/E, o bien E/e).
Los pelajes pardos son causados por al menos un alelo E (E/-) y al menos un alelo At.
Los pelajes castaños resultan de la acción de al menos un alelo E y al menos un alelo A.
Los pelajes alazanes implican dos alelos e (e/e) con presencia o ausencia de alelos agutí (indicado por -/-).

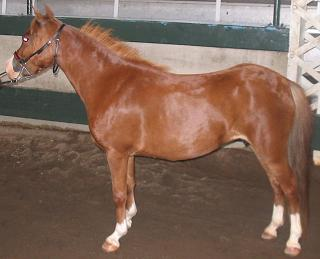
Los caballos alazanes tienen el pelo rojizo. La cola y la crin pueden ser del mismo color, más oscuras o más claras e incluso blancas.

## Pelaje diluido
En el caso de los caballos, se llama pelaje diluido al tipo de pelaje que resulta de la acción de los genes de dilución sobre los pelajes básicos. Los pelajes diluidos son de tonalidades más claras que las de los pelajes básicos.

## Tipos de dilución
Hay cinco genes de dilución admitidos, que provocan cinco tipos de dilución correspondientes:
- Gen crema (Cr)
- Gen dun (D)
- Gen plateado o plateado (Z)
- Gen champagne (Ch)
- Gen perla (Prl)

### Dilución crema. Pelajes diluidos crema
Puede ser simple (Cr) o doble (Cr Cr).

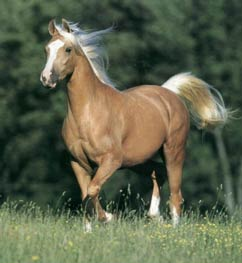
Caballo palomino o rubio

Ocasiona ocho pelajes diluidos crema (los términos en inglés entre paréntesis):
- Negro Cr = negro ahumado/ amorcillado
- Negro CrCr = negro crema/ smokey cream o
- Pardo Cr = pardo ahumado
- Pardo CrCr = pardo crema
- Castaño Cr = bayo con crines oscuras
- Castaño CrCr = perla (perlino )
- Rojo Cr = palomino
- Rojo CrC = Cremello

### Dilución dun o salvaje
En forma simple (Dd) o doble (DD) provoca los mismos resultados, cuatro pelajes diluidos dun.
- Negro D_ = pelo de rata, pardo, ceniciento .....(Grullo, blue dun, black dun)
- Bru D_ = pardo-dun, Brunell (?)..................(brown dun?)
- Castaño D_ = bayo-dun ..........................(dun, yellow dun, zebra dun)
- Rojo D_ = rojo-dun, Baig (?)..................(red dun)

### Dilución plateada
La dilución plateada se representa genéticamente por la letra Z.
Diluye el pigmento negro de forma peculiar: cambiando los pelos del cuerpo unas veces a una tonalidad chocolate o castaña y otros provocando un aspecto grisáceo con rodaduras (de ahí el término inglés "dappled"). Las crines negras se transforman en blancas o Lavado. Los pelajes que sin dilución plateada serían:
- Negros, se transforman en "rojos-crines blancas", o en "grisáceos rodados-crines blancas"
- Pardos, se transforman como los negros
- Castaños, las partes negras de las extremidades se diluyen a rojizas o grisáceas
- Rojos, conservan el aspecto original (no se diluyen).

### Dilución champagne
Los potros champagne nacen con la piel rosada y ojos verdes o azules. Con el tiempo la piel se va oscureciendo y muestra un aspecto pigarrat característico (diferente del pigarrat los caballos Pigat o appaloosa) y los ojos se convierten de color avellana. En cuanto a pelos y crines, la dilución champagne trasforma los que serían negros en color chocolate, y los que (sin dilución) serían rojos en dorados. El gen champagne se representa por Ch y ti Gen dos alelos: Ch., ch. Los caballos chch no son champagne. Los heterocigóticos champagne, Chch, y los homocigóticos CcCh presentan fenotipo sensiblemente idénticos.
Variantes posibles:
- Negro Ch _ = negro-champagne = "Classic Champagne"
- Bru Ch_ = pardo-champagne = "Sable Champagne"
- Castaño Ch_ = castaño-champagne = "Amber Champagne"
- Rojo Ch_ = rojo-champagne = "Gold Champagne"

### Dilución perla
La dilución perla (Prl) es un poco complicada de explicar debido a la falta de información. Los dos alelos del gen perla pueden ser:
- Prl / Prl ... ... .... No hay dilución perla.
- Prl / prl ... ... .... Dilución perla heterocigótica o simple.
- prl / prl ... ... .... Dilución perla homocigótica o doble.

En forma simple, los fenotipos de los caballos portadores no se distinguen de los que no llevan la dilución. Parece que la piel es un poco diluida y pigarrada, pero ni pelos ni crines no varían. En forma doble parece que la piel y los pelajes se diluyen. La piel se convierte rosada y los pelos y crines mucho más claros. En el caso de caballos rojos todos los artículos consultados indican que los pelos y crines convierten de un color de albaricoque maduro (el nombre oficial de la dilución fue durante unos días "Apricot Dilution"). De caballos genéticamente "negros Prl/Prl", parece que hay un caso en un caballo PRE de nombre Avispado Y. Una imagen del caballo muestra un color del cuerpo muy claro. Mientras que la cola y la crin son mucho más oscuras. De confirmarse este caso parece que todos los pelajes básicos Prl/Prl mostrarían un color claro en el cuerpo y colas y crines diluidas en proporción menor (siempre considerando el color que habrían tenido de no ser portadores de la dilución perla).
Un caso particular es el de los caballos Prl/prl Cr/cr, portadores crema simple y pearl simple, que muestran un pelaje parecido al de los doble-diluidos crema (Cr/Cr). Negro-crema, pardo-crema, perla, crema y perla-crema presentan un pelaje blanquecino difícil de identificar a simple vista.

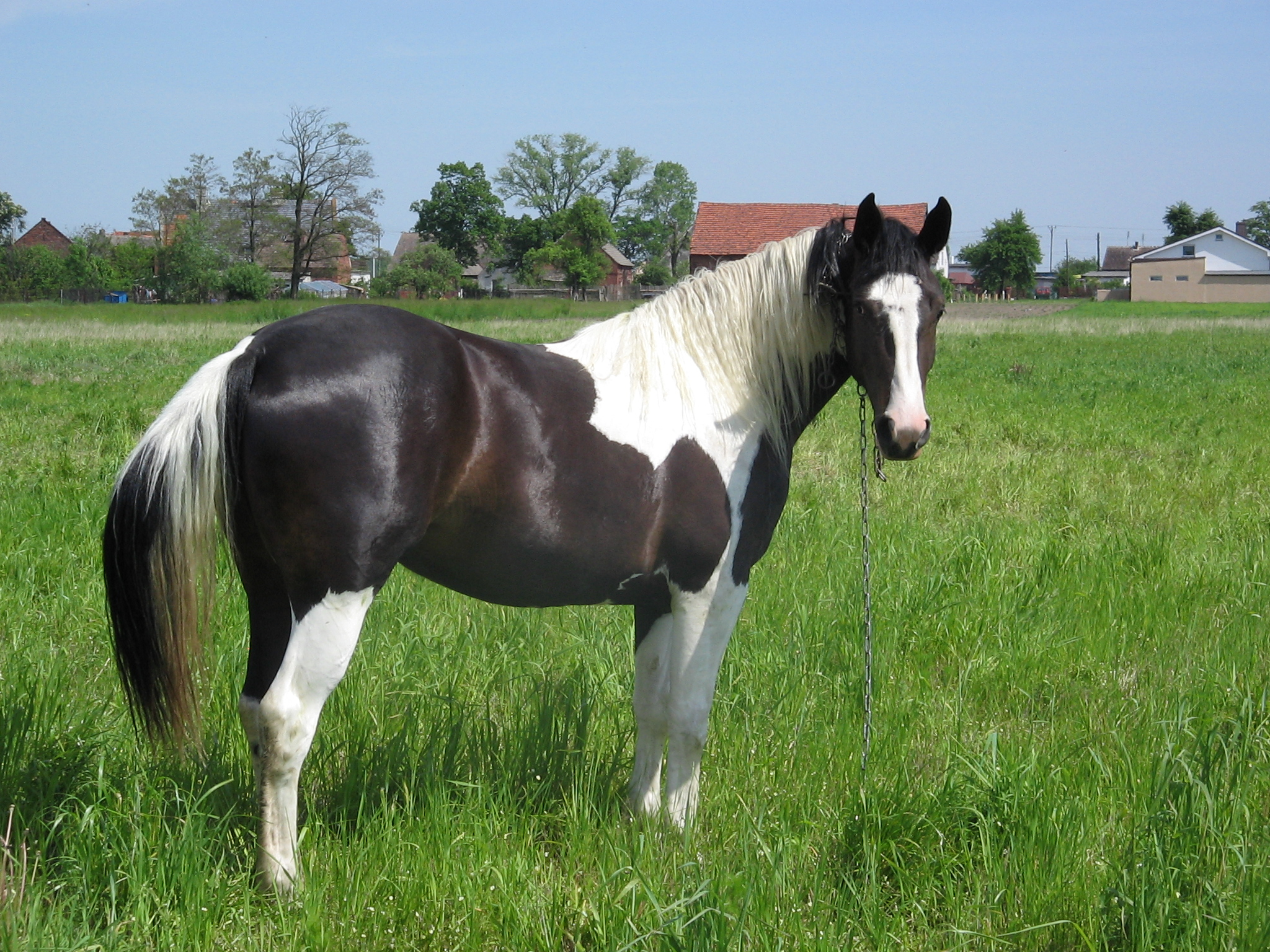
Caballo pío o manchado.

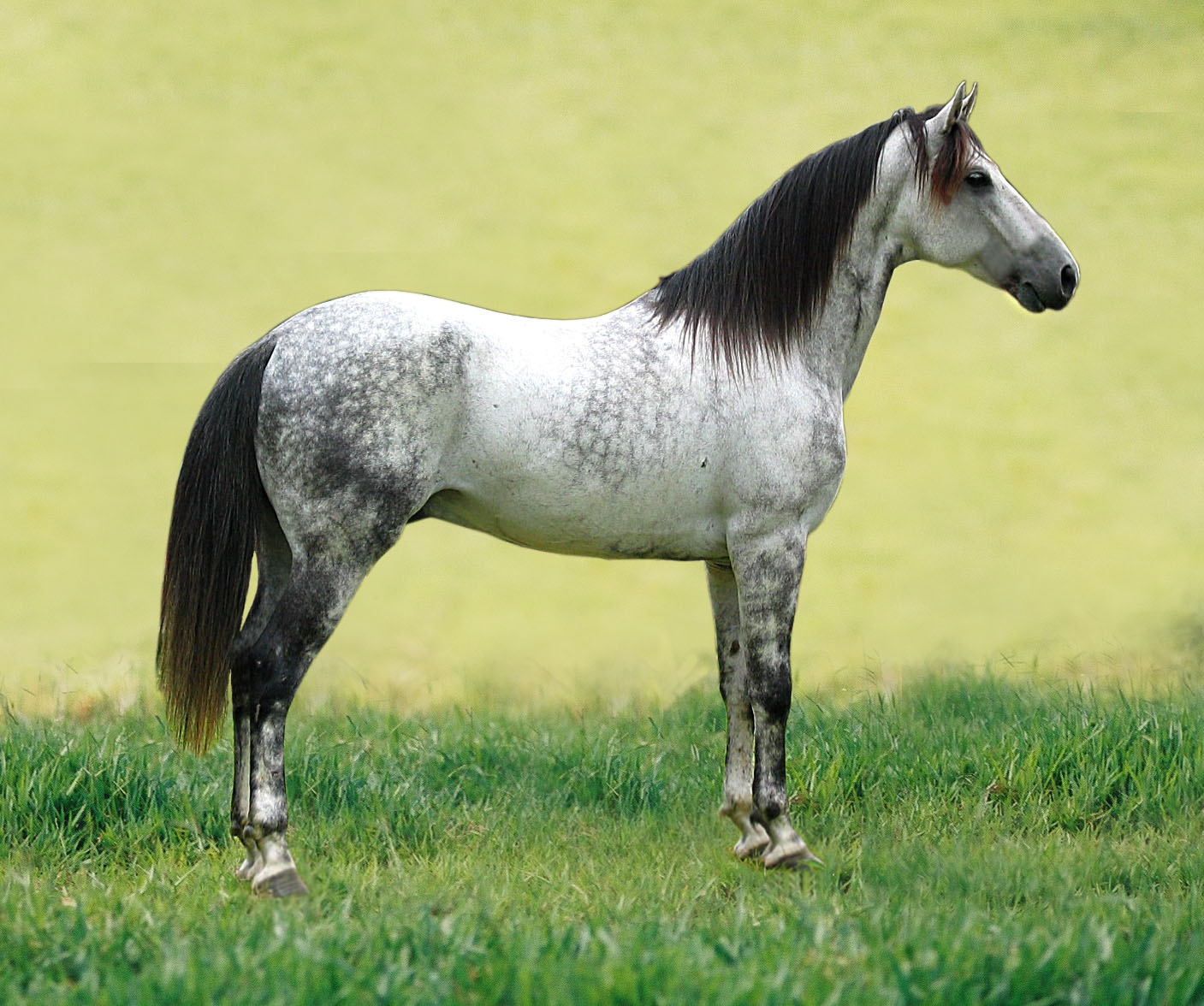
Caballo tordo.

En el caso del pelaje los caballos, hay un tipo de pelaje que sigue un patrón. Algunos de los pelajes de los caballos denominados con un término tradicional (ruano, moteado, tordo) siguen en cada caso un patrón característico. Los pelajes básicos y los diluidos pueden ser descritos indicando en color de pelos y crines. Los pelajes que siguen un patrón, para ser descritos correctamente, necesitan que se indique la distribución de los pelos sobre el cuerpo, además de su color.
Un pelaje-patrón particular (por ejemplo negro-ruano) se puede imaginar como la superposición de un patrón imaginario y genérico (patrón ruano) sobre el pelaje básico de base (negro en el caso del ejemplo).

## Patrones de pelaje
Hay cinco patrones principales de pelajes manchados, a menudo designados como  patrones de blanco:
- Pío, manchado con grandes zonas de dos o tres colores.
- Leopardo, moteado o pecoso.
- Ruano, con pelos negros, rojos y blancos entremezclados.
- Tordo, blanco con zonas grises moteadas.
- Rabicano o rubican.

## Otros patrones
Los patrones posibles no se limitan a  patrones de blanco . Hay patrones genéricos que se basan en la distribución de pelos negros o más oscuros sobre los pelajes de base, en diluciones localizadas o en las características particulares de los pelos. Algunos de estos patrones son:
- Pangas
- Sooty
- Brindle
- Giraffe
- Reflejo metálico
- Rizado
- Bend Oro o Bien de Oro
- Birdcatcher
- Sin pelo.

## Particularidades
Se denomina particularidades o señas,  a las manchas o detalles de color blanco u oscuro en cualquier parte del cuerpo. Estas no modifican la capa, sino que la enriquecen con sus características específicas. Se dan en la gran mayoría de los caballos, y cuando no se presentan se adjetiva el pelaje como “tapado”.

### Particularidades en la frente
Las particularidades de la frente son manchas blancas de distinta forma y tamaño que se dan sobre el remolino que tienen los caballos en la frente. Suelen estar centradas, pero pueden desviarse a cualquiera de los dos lados.
- Pelos blancos: unos pocos pelos blancos en la frente, que no llegan a formar otra particularidad.
- Estrella: mancha blanca del tamaño de unos dos centímetros.
- Lucero: mancha blanca sobre la frente, de unos 5 centímetros.
- Corazón: mancha con forma de corazón.
- Media luna: mancha con forma de medialuna. Generalmente las puntas están orientadas hacia la derecha y la panza a la izquierda.
- Testerilla: sobre la frente coloreada, se presentan varias manchas blancas pequeñas e irregulares.

### Particularidades de los miembros
En términos generales se llama “calzado” cuando el caballo presenta una o más extremidades manchadas de blanco más o menos cerca del casco, y “cabos negros” cuando por el contrario éstas son oscuras.

### Particularidades del cuerpo
Pocas manchas bien definidas:
- Silla: mancha en el centro del lomo, de forma ovalada.
- Pechera: mancha más o menos grande en el pecho.
- Chorreado: manchas blancas irregulares “chorreadas” desde el lomo hacia abajo.
- Fajado: banda blanca a semejanza de una faja, que recorre el contorno del tronco desde la cruz hasta la cinchera.

Manchas pequeñas en todo el cuerpo:
- Rodado, a medallones o amanzanado: círculos de unos 6 cm de diámetro que recorren todo el pelaje. Son más claros en su centro. Esta particularidad suele darse sobre todo en tordillos, bayos y algunos alazanes.
- Sabino: Pequeñas manchas coloradas o rosadas sobre la capa blanca. Suelen aparecer en tordillos adultos.
- Tiznado: pequeñas manchas oscuras irregulares sobre una capa de color.
- Aporotado:  En blancos y tordillos, son manchas oscuras pequeñas y redondeadas como porotos.
- Mosqueado: Pequeñas manchas negras sobre la capa blanca, más pequeñas que el aporotado. Suelen aparecer en tordillos adultos.
- Salpicado: pequeñas manchas blancas sobre una capa de color.
- Nevado: pequeñas manchas blancas indefinidas sobre capas de color.

Particularidades que afectan a crines y cerdas:
- Ruano: crines y cola son blancas o bastante más claras que la capa. Se presenta en bayos, rosillos, alazanes y tostados.
- Rabicano: cerdas blancas en una cola de color.
- Gateado (como particularidad): El bayo gateado se llama simplemente Gateado. Pero cuando la laya oscura que va desde la cruz hasta la cola se da en Lobunos o Cebrunos, se los llama “Lobuno Gateado” o “Cebruno Gateado” respectivamente.  Esta particularidad suele estar acompañada por  cebraduras.

Particularidades especiales:
- Tapado: no presenta ningún pelo blanco ni de otro color que no sea el de la capa. Esta particularidad se suele perder con los años por la aparición de canas.
- Picazo: caballo de capa oscura con blanco en la cabeza y  en los miembros.
- Pangaré: decoloración en el vientre, ingle, axilas, ollares y barbilla que se da en zainos, lobunos, cebrnos, gateados y bayos.
- Bragado: manchas de distinto tamaño en las axilas e ingles. Pueden ser blancas o de otro color.

## Caballo blanco
El caballo blanco verdadero es producto de la falta de genes de pigmentación, además su piel es rosada.

## Apelativos en Argentina, Bolivia, Chile, Paraguay y Uruguay
Los apelativos para la coloración del pelaje del caballo varían marcadamente según las regiones; en general, incluyen no solo nombres para los colores de base, sino también para las distintas combinaciones, y para marcas distintivas en patas o cara que suelen usarse para identificarlos.
Entre los apelativos más conocidos pueden mencionarse los siguientes:
| alazán                                  | rojizo, claro y oscuro |
| albo                                    | con una o varias extremidades blancas |
| atigrado                                | manchado como piel de tigre |
| azulejo                                 | con pelaje entremezclado de blanco y negro con reflejos azules |
| bayo                                    | capa amarilla |
| blanco                                  | blanco, con ojos pardo-rojizos (por falta genética del pigmento melanina). El caballo albino no existe, ya que esta capa la provoca un gen que provoca la muerte del animal antes de nacer                                                  |
| bragado                                 | con manchas en las entrepiernas |
| cebrado                                 | con manchas negras transversales, generalmente alrededor de los remos, o corvejones, o debajo de ellos |
| cebruno                                 | color intermedio entre el oscuro y el zaino |
| colorado                                | rojo muy oscuro |
| gateado                                 | con línea de mula desde la cruz hasta el rabo y generalmente pequeñas rayas como "atigradas" en las extremidades. Es el pelaje similar al del puma.                                                                                         |
| lobuno                                  | grisáceo en el lomo, más claro en las verijas y en el hocico, y negro en la cara, crines, cola y remos. Pelaje de invierno, el extremo de los pelos es más oscuro que su raíz.                                                              |
| manialbo                                | con ambas manos blancas |
| melado o dorado                         | de color miel |
| moro                                    | caballo oscuro que encanece con la edad, pero mantiene cabeza, miembros y cola del color original. Es una de las capas más populares y tradicionales de Uruguay                                                                             |
| nevado                                  | con muchas manchas blancas sobre un color uniforme |
| oscuro                                  | capa negra |
| overo                                   | grandes manchas blancas irregulares que parten del abdomen |
| palomino                                | marrón claro, cola o crin clara o blanca |
| pampa o malacara                        | con la mayor parte de la cara blanca |
| pangaré                                 | Pelaje uniforme con zonas desteñidas o descoloridas. Suelen tener la panza blanca, por ejemplo. |
| picazo                                  | blanco y negro mezclados en forma irregular y manchas grandes |
| pinto                                   | de diversos colores o con una mancha pequeña |
| rodado, empedrado, lunarejo o manzanado | con manchas redondas, más oscuras que el resto del pelo |
| rosillo                                 | capa colorada que con la edad se encanece, excepto cabeza, miembros y cola que se mantienen del color original. Es la mezcla de pelos blancos y colorados, puede ser rosillo blanco o rosillo colorado según predominen unos u otros pelos. |
| roano o ruano                           | crines y cola más claras que el color de la capa |
| tobiano                                 | grandes manchas blancas regulares que parten de la cruz |
| torcazo                                 | lobuno claro, de color castaño, como las palomas torcazas |
| tordillo o tordo                        | pelo de cualquier color encanecido. Mezcla de pelos blancos y negros, será tordillo blanco según prevalezcan los blancos o tordillo negro si prevalecen los negros.                                                                         |
| tostado                                 | colorado claro |
| yaguané                                 | el pescuezo y los costillares tienen color diferente al lomo, barriga y parte de las ancas |
| zaino                                   | castaño oscuro en el lomo, algo más claro en las verijas y en el hocico, y negro en la cara, crines, cola y remos. Pelaje de invierno se oscurece a negro suave                                                                             |

El caballo en el siglo XIX presentaba gran diversidad en el pelaje, peculiaridades que ha ido desapareciendo con la selección y el cruce con animales finos que generalmente son un color definido, como el zaino, el oscuro, el tostado y el bayo. Son muy buscados los animales gateados y los que presentan algún grado de tordillismo, moros y rosillos, y lobunos.

## Galería de imágenes
|                    |
| Caballo ruano rojo |

|                  |
| Caballo rabicano |

### Documentos sobre términos tradicionales de pelaje
- Crónica de Bernat Desclot

Capítulo XLIX:

"E aparech le bien que fuera uno honrado, que él vench cabalgando en hun caballo tordo muy bello; y la silla y el dorsal era obrado con hoja de aur, el freno e las riendas de seda con platós de plata y con obra entrecortada, y piedras y con perlas encastrades".

- Inventario y testamento de Carlos de Viana (caballo tordo y otros)
- March, Jacme. Libro de concordancias o Diccionario de RIMS (1371) (caballo sor)
- Terrado, Xavier, Una fuente para el estudio del léxico medieval: Los libros de muestras de caballos; Miscelánea Antoni M. Margarit
- Manuel Dieci, "Libro de veterinaria" (c.1430)
- Díez, Manuel. Libro de la veterinaria; pàg. 279, 280, 286 Index del "Libro de la veterinaria", manuscrito de Valencia
- Traducción catalana del "Libro de fechos de los cavallos" Poulle-Drieux, Yvonne; Medicine Humaine te veterinario en la finca lleva Moyen Age
- Bernardo de Casas, "Libro de enfrenaments de caballos de la brida" (1496) Sciència.cat
- Gili, Joan. Lo Caballo: tratado de veterinaria del siglo XV. Oxford: The Dolphin Book, 1985 Veterinaria 9:636.1 "12" Cav 1500429840 "Lo caballo: Tratado de veterinaria del siglo XV"
- Ferrer Saiol; traducción catalana de la Agricultura de paladio (1385); http://repositori.uji.es/xmlui/bitstream/handle/10234/11873/30201.pdf? sequence = 1
- Roca, Joseph Ma; Johan I de Aragón ("... rocín de pelo Baig con la coha cana...") Juan I de Aragón
- Inventarios post mortem de boticarios
- Solanet, Emilio "Pelajes Criollos" Edit. Letemendia (Buenos Aires, Argentina)
- Pelajes del Caballo Criollo Argentino (imágenes y descripción)